# Brendan Taylor
Brendan Taylor (Harare, 6 de fevereiro de 1986) é um jogador profissional de críquete do Zimbabue. Ele é um batedor e wicket-keeper da seleção nacional de seu país.
Brendan Taylor, foi capitão da seleção nacional até 2015, atualmente ele defende o Mid West Rhinos e o Chittagong Kings.